# Ли (река, Ирландия)
Река Ли (англ. River Lee, ирл. An Laoi) — это река в Ирландии длиной 89 км. Она берёт начало в горах Шехи на западной границе графства Корк и течёт на восток через город Корк, где на небольшом протяжении разделяется на два русла, образуя остров, на котором в VI веке был основан центр города Корка. Ниже по течению по отношению к городу река Ли идёт через Гавань Корка, и затем впадает в Кельтское море. Площадь водосбора реки Ли составляет 1253 км².
Средний многолетний расход реки Ли составляет 40,4 кубических метров в секунду (м³/с).
На реке выше по течению от города была построена система гидроэлектростанций и в этой части бывшего русла теперь расположены водохранилища Карригадрохид и Иннискарра. Реку пересекают 42 моста, 29 из которых находятся в городе Корке, и один туннель. На реке также имеется участок для ловли лосося длиной 8 километров (5,0 миль).

## Название
В книге Птолемея «География» (II век нашей эры) описана река под названием Δαβρωνα («Даброна») или Λαβρωνα («Лаброна»), предполагается, что это название может относиться к реке Ли. Хотя и не подтверждено, ирландское название реки Laoi может происходить от слова Corca Luighe, которое, в свою очередь, происходит от имени сына полумифического Миля Luighe.
Существует также Λουρ («Лур»), другая река, протекающая через Трали.

## Описание

### Исток
Река Ли берет свое начало в горах Шехи недалеко около Гуган-Барра. В окрестностях истока — лесной парк, часовня, гостиница и магазин.

### Общая характеристика

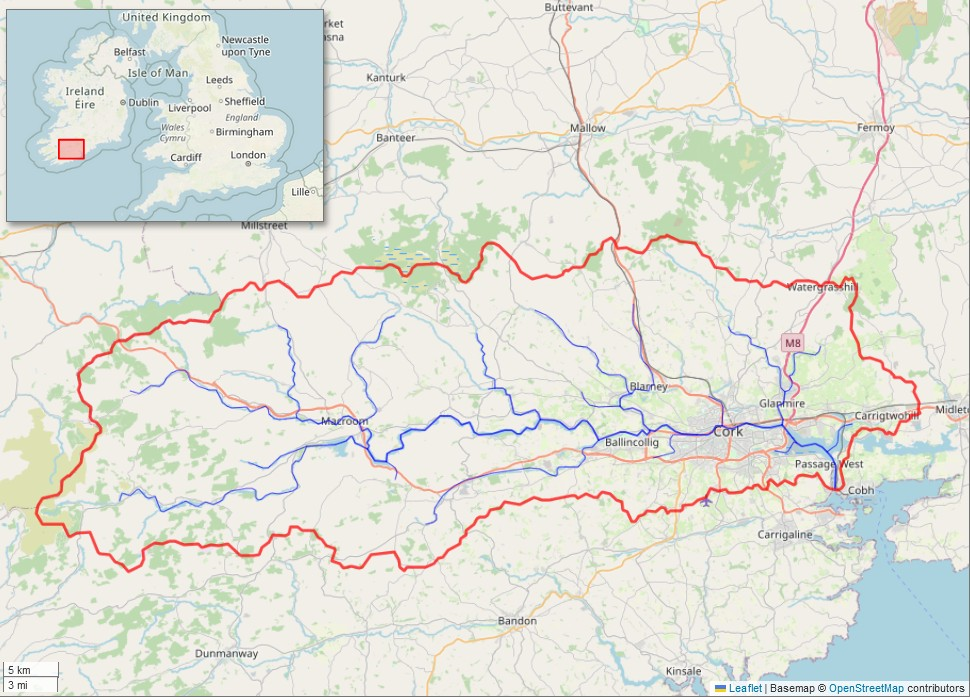
Река Ли, её бассейн и её притоки.

Река Ли вытекает из озера Гуган-Барра бурным потоком, но у городка Баллингири течение стихает, и река впадает в Лох-Аллуа. Вытекая из озера по направлению к востоку, она снова превращается в быстрый поток, прежде чем образовать водохранилища Геара и Карригадрохид, а затем и большое водохранилище Иннискарра, подпруженное одноимённой плотиной. Ниже плотины по течению, обычно, Ли — спокойная река, пока она не доходит до плотины в Баллинколлиге; при высокой воде это место может быть опасным для пловцов. Затем Ли достигает города под мостом Иннискарра и течет параллельно дороге Карригрохан. На этом участке датчики контролируют уровень воды на плотине Иннискарра. Река протекает через Ли плотину, а затем разделяется на северный и южный каналы у шлюза (исторически она занимала территорию города как лабиринт каналов). Этот район популярен среди любителей активного отдыха: водного туризма и рыбной ловли. Два канала снова соединяются в доках Корка и входят в обширное устье и гавань к югу от Гланмира, проходя по обе стороны от Грейт-Айленда (Кобх лежит на южном побережье), заполняя внешнюю гавань и достигая открытого моря. между Уайтгейтом и Кроссхейвеном.

### Притоки

#### Верхнее течение (над Инчигилой)
Высокие притоки включают Овенагарифф, Буншилин, Паудин и Гаррифову.

#### Среднее течение (до Дрипси)
Притоки, соединяющиеся ниже Лох-Аллуа и Инчигилы, включают реку Тун, обширную систему рек Саллейн, идущую из района Балливурни (притоки включают реки Дуглас, Финноу, Фохериш и Лейни или Лейн) через Макрум, меньшие реки Буинеа и Глашагариф, и Река Дрипси и её притоки Рилейн и Делагина.

#### В окрестностях города Корка
Ниже последней плотины ESB к притокам присоединяются река Брайд из Сливоуэна через Крукстаун, Килламни и Овенс, а также река Шурнах (образующаяся из рек Бларни и Мартин, а также реки Оуэннагера). Река; исторически это могла быть река Обег).

#### На территории города

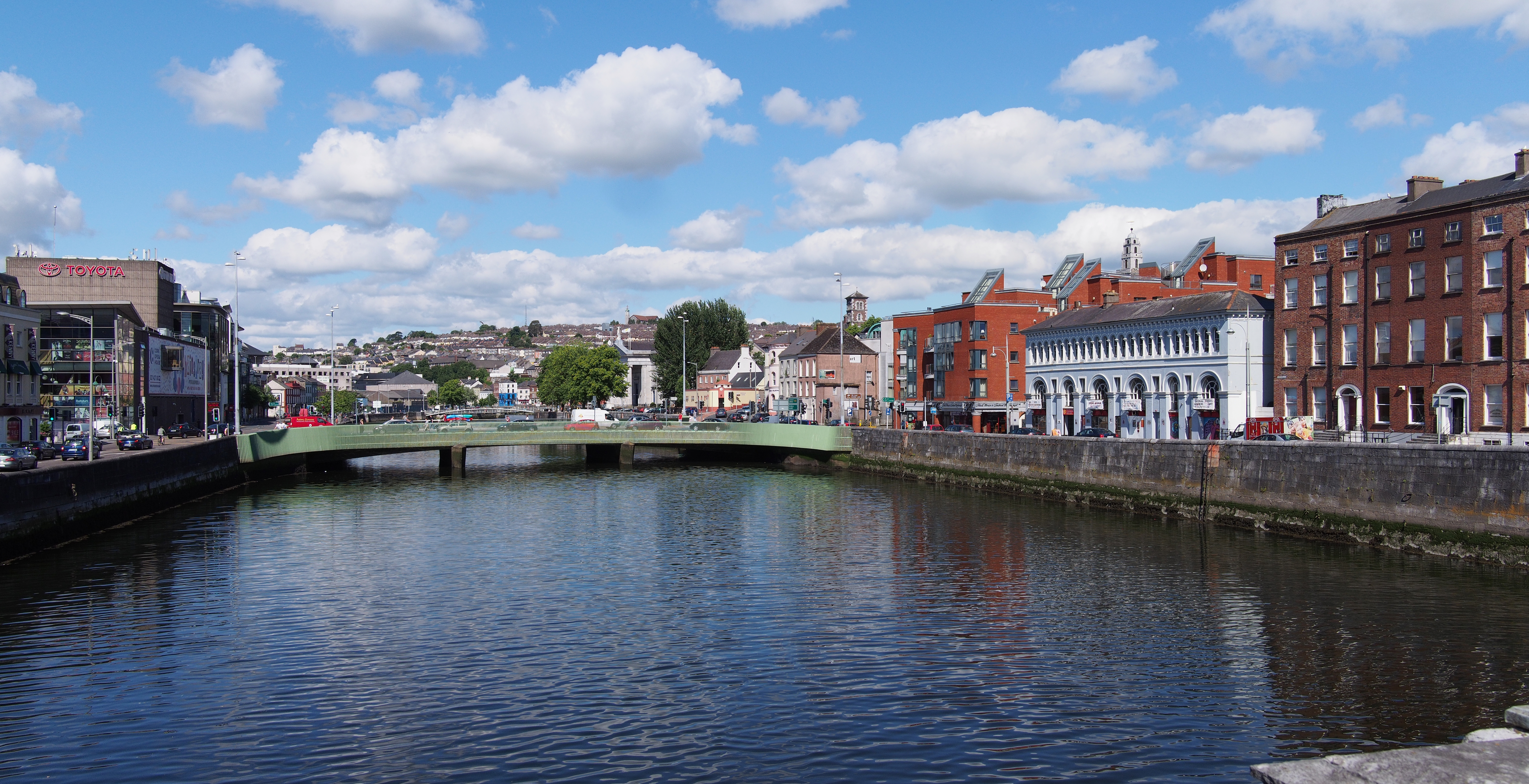
Северное русло реки Ли

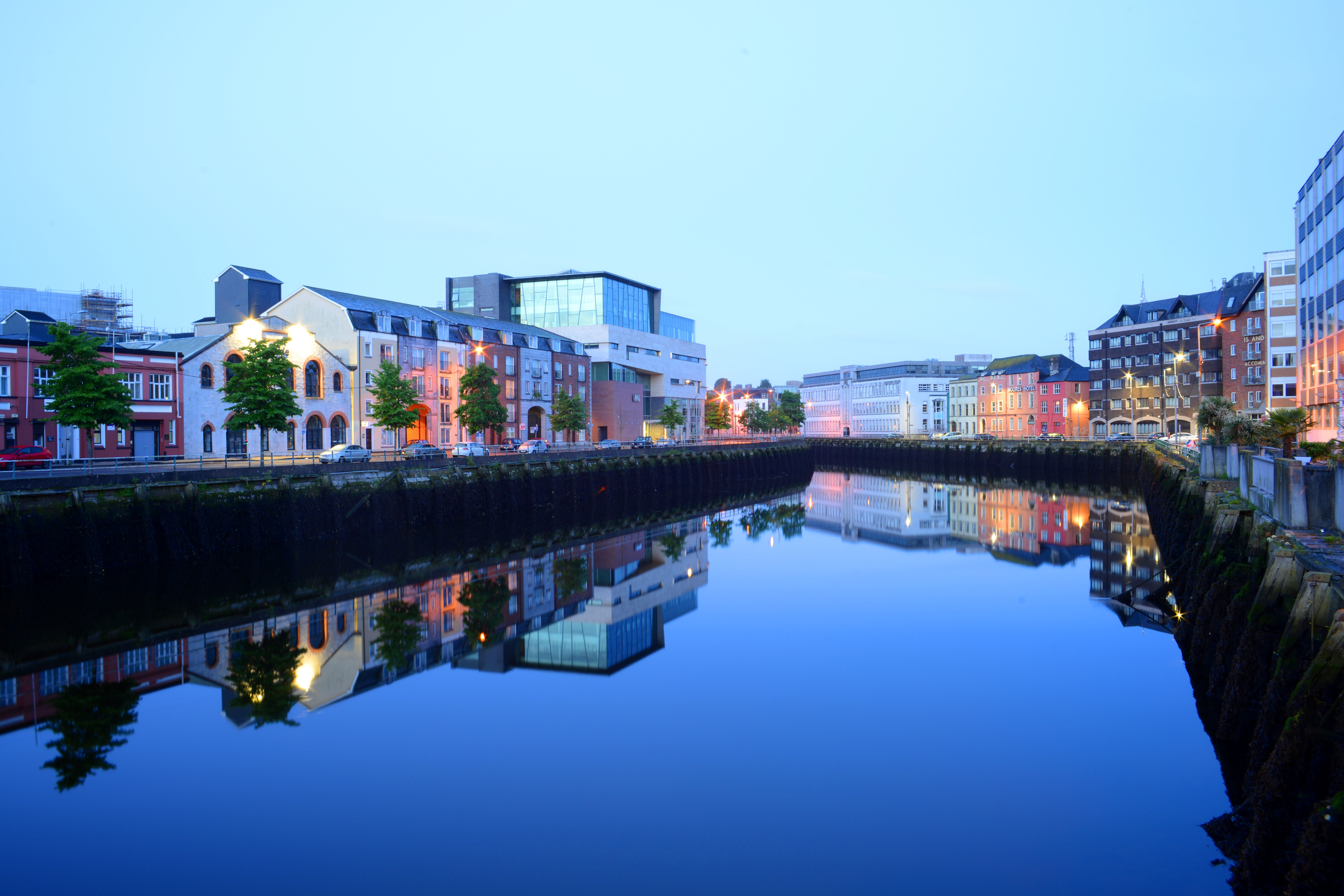
Южное русло реки Ли

Притоки городской территории включают объединённые реки Маглин (из Баллинколлига) и Каррахин (иногда Каррахин), впадающие также в реку Глашин и соединяющиеся в западном конце комплекса UCC, и реку Килн (иногда реку Брайд).), который соединяется с мостом Кристи-Ринг в центре города, немного западнее моста Святого Патрика (образовавшаяся, в свою очередь, из реки Брайд и реки Килнап или Гленнамоут, к которой позже присоединилась река Глен).

#### В приливной зоне
Устьевые притоки включают реку Глашабой, протекающую через Гланмайр (основные притоки — Блэк-Брук, река Клогнагеши и река Баттерстаун), река Дуглас или Трамор (к которой присоединяется река Трабег, впадающая в пролив Дугласа), его устье), которая истощает части южного города, реку Оуэннакурра (к которой присоединяется река Дангерни в Мидлтоне) и река Оуэнабой почти в последнем устье внешнего устья Ли (ручей Свободы впадает в эта река со значительным стоком из аэропорта Корка).

## Комментарии
1. ↑  "Происхождение имени Ли отрывочно, и легенда, по общему мнению, приписывает это имя [..] милетцам, [..которые..] назвали [место] «Корка Луиге» [..] Река Ли [..] имело множество вариантов написания. В [..] Книге Лисмора он описан как Луаэ. Ее также пишут как Lua, Lai, Laoi и латинское Luvius"[6].